# Bliznowatość skórki jabłek

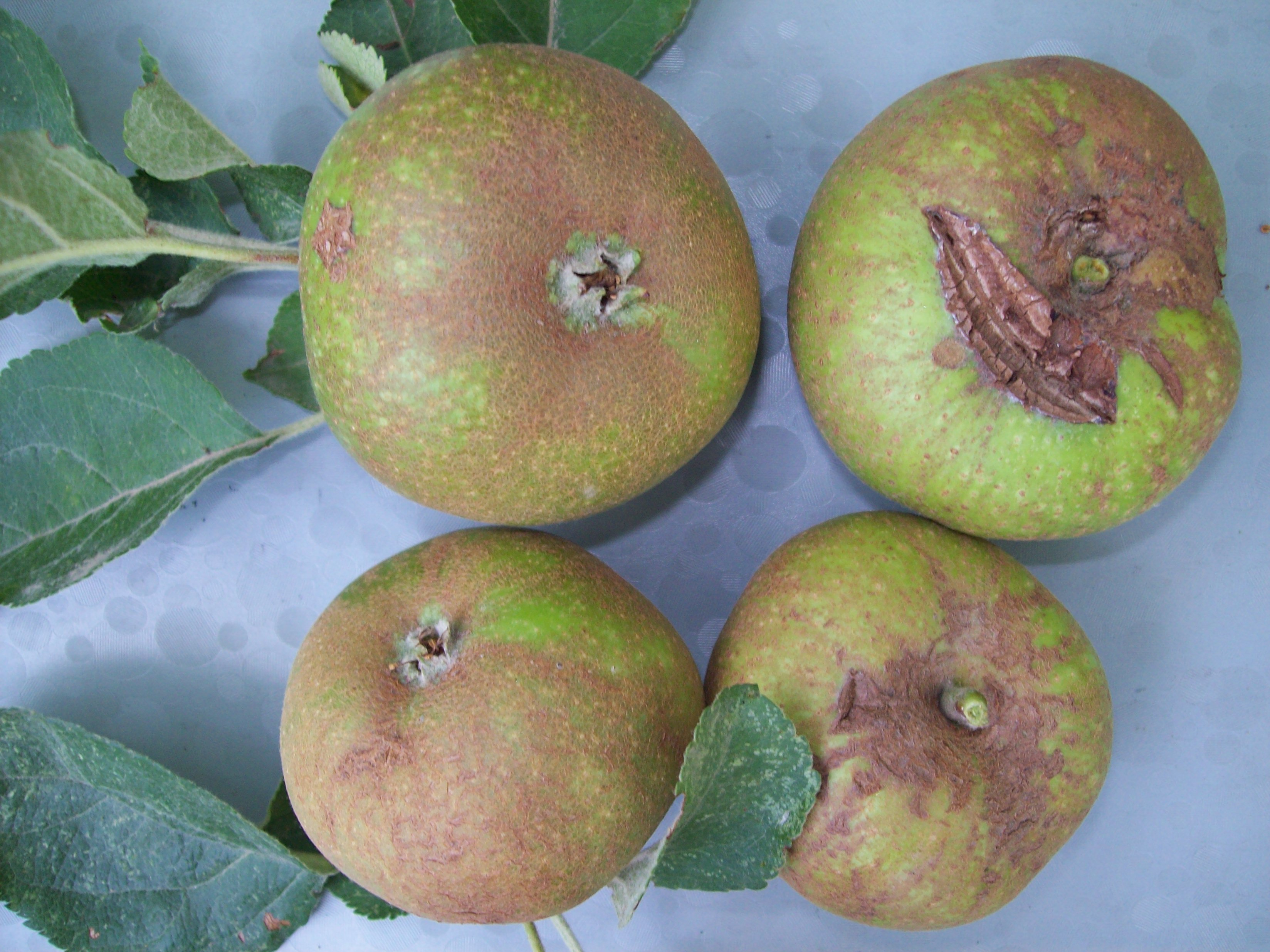

Bliznowatość skórki jabłek (ang. scar skin of apple) – infekcyjna choroba jabłek wywołana przez wiroid bliznowatości skórki jabłek (Apple scar skin viroid, ASSVd).

## Objawy i szkodliwość
Jest to choroba z grupy wirusowych chorób roślin. Po raz pierwszy opisano ją w Chinach w 1938 roku. 22 lata później pojawiła się w USA. Pierwsze objawy choroby pojawiają się na zawiązkach owoców około 5 tygodni po kwitnieniu. Są to skorkowacenia skórki przy zagłębieniu kielichowym. Przy silnym porażeniu mogą zająć nawet 50% powierzchni owocu. Na chorobę tę zapadają tylko niektóre odmiany jabłoni. Najbardziej podatne są: ‘Indo’, ‘Ralls Janet’, ‘Red Gold’, ‘Virginia Crab’, ‘Rome Beauty’, ‘Elstar’, ‘Starks Earliest’, ‘Stayman, mniej ‘Gala’, ‘Red Delicious’ i ‘Early Red One’. Całkowicie odporne na nią są ‘Golden Delicious’, ‘Jonagold’ i ‘Lord Lambourne’. Na jabłkach 2-3 letnich drzew odmian ‘Discovery’, ‘James Grieve’, McIntosh’, ‘Red Melba’, Scarlet’, i 'Spartan' w połowie lipca wokół zagłębienia kielichowego obserwowano niewielkie plamy, które z czasem powiększały się i zmieniały barwę na intensywnie żółtą.
Wszelkie uszkodzenia, ordzawienia i inne choroby skórki jabłek są niepożądaną cechą, gdyż owoce z takimi defektami są mniej atrakcyjne dla konsumenta i pomimo tego, że mają odpowiednią wielkość, kwalifikują się jako towar gorszej jakości. Takie owoce osiągają mniejszą cenę i są sprzedawane jako przemysłowe, do przetwórstwa. Sadownicy dążą więc do wyprodukowania owoców wyższej jakości.

## Epidemiologia
Wiroid ASSVd poraża jabłka, gruszki, morele, brzoskwinie, czereśnie. Zimuje w tkankach drzew. Rozprzestrzenia się głównie w szkółkach podczas wegetatywnego rozmnażania (okulizacja, szczepienie). Wiroid nie rozprzestrzenia się wraz z pyłkiem kwiatowym i w niewielkim tylko stopniu z nasionami i przez zrosty korzeniowe.
ASSVd oprócz bliznowatości skórki jabłek wywołuje jeszcze dwie inne choroby: ordzawienie skórki gruszek i plamistość jabłek (w USA ta druga ma nazwę – dapple apple).

## Ochrona
Z drzew porażonych wiroidem ASSVd nie należy pobierać zrazów do szczepienia. Zaleca się podczas zakładania sadu sprawdzenie sadzonek pod kątem tego wiroida. Jest do tego kilka testów: testy biologiczne z roślinami wskaźnikowymi (jabłonie odmiany ‘Red Delicious’, Starks Earliest, ‘Sugar Crab’), hybrydyzacja z sondą molekularną, elektroforeza powrotna lub elektroforeza materiału zaimplikowanego w reakcji RT-PCR. Drzewa w sadzie należy lustrować i usuwać porażone.
Wiroid bliznowatości skórki jabłek można wyeliminować z jabłoni przez poddanie ich działaniu przez 70 dni temperatury 38 °C, a następnie szczepienie wierzchołków pędów. Szybkość eradykacji jest różna w zależności od rozważanej odmiany i objawów wykazywanych przez traktowaną roślinę, i wynosi od 20% do 60%, co potwierdzono w testach biologicznych na zdrewniałych żywicielach wskaźnikowych, a następnie testach hybrydyzacji i RT-PCR. Po 3 latach badań polowych na zdrewniałych roślinach wskaźnikowych nie zaobserwowano żadnych objawów choroby. Metoda ta jest ekonomicznie nieopłacalna i może mieć zastosowanie tylko w szczególnych przypadkach.